# 地球はひとつ
「地球はひとつ」（ちきゅうはひとつ）は、1971年11月1日にCBS・ソニーレコード（現：ソニー・ミュージックレーベルズ）から発売されたフォーリーブスの12枚目のシングルである。

## 概要
冒頭のセリフは江木俊夫が担当している。
この曲で、『第22回NHK紅白歌合戦』に前年に続き2度目の出場を果たした。この回は内山田洋とクール・ファイブの代替出演だった。
歌詞にて、当時の世界の国の数が「144」と紹介されている。

## 収録曲
両曲共に作詞:北公次、作曲・編曲:都倉俊一
1. 地球はひとつ
2. お願いだから

作品コード:013-7902-0